# Zatoka Mandar
Zatoka Mandar (indonez. Teluk Mandar) – zatoka cieśniny Makasarskiej; wcina się na głębokość 25 km w zachodnie wybrzeże wyspy Celebes; szerokość u wejścia ok. 50 km. W północnej części rafy koralowe. Rozwinięte rybołówstwo.
Główne miasto i port: Polewali.